# Willowcreek
Jonesboro az Amerikai Egyesült Államok északnyugati részén, Oregon állam Malheur megyéjében, a U.S. Route 26 mentén elhelyezkedő, önkormányzat nélküli település.
Nevét a Willow-patakról (Willow Creek) kapta. A posta 1937 és 1980 között működött.

## Fordítás
- Ez a szócikk részben vagy egészben  a   Willowcreek, Oregon című angol Wikipédia-szócikk ezen változatának fordításán alapul.  Az eredeti cikk szerkesztőit annak laptörténete sorolja fel. Ez a jelzés csupán a megfogalmazás eredetét és a szerzői jogokat jelzi, nem szolgál a cikkben szereplő információk forrásmegjelöléseként.